# Tercera División de Guatemala
Oficialmente Liga de Fútbol Tercera División de No Aficionados, es la cuarta competición futbolística de Guatemala. Desde su fundación hasta el año 2022 fue una categoría sub-23, año en que cambió a categoría sub-20.

## Historia

### Historia reciente
A partir de la temporada 2011-2012 los equipos de las categorías especiales (filiales juveniles) de Liga Mayor y de Primera División jugarán en la Liga de Tercera División por acuerdo federativo. La inclusión de las categorías especiales en la Tercera División es, según la misma Fedefut, para "promover, masificar y fortalecer las bases del futbol guatemalteco". Sin embargo, cuando se realizan Torneos de Liga Especial (un torneo de liga entre las filiales juveniles de los clubes que compiten en la Liga Mayor) algunos equipos optan por no participar en Tercera División.
También se acordó que la participación de los clubes sería regionalizada; es decir, cada equipo se agruparía con otros clubes cercanos geográficamente. Esto para que las distancias a recorrer sean más cortas y evitar gastos elevados.
A inicios de julio de 2022 la Federación Nacional de Fútbol de Guatemala decretó el nuevo reglamento de límites de edad, reglamento que fue respaldado por la asamblea general de la Tercera División. Estas nuevas disposiciones, según el presidente de la Federación, son para "abrir la posibilidad de darle mayor participación a los jóvenes".
El 11 de julio la Liga Tercera División publicó los nuevos límites de edad:
- Categoría Mayor: jugadores de entre 18 y 20 años de edad.
- Categoría Especial: jugadores de entre 16 y 17 años de edad.
- Refuerzos: cada club podrá tener un máximo de 3 jugadores sub-22 como refuerzo.

## La Competición
La competición consta de dos fases: La fase regular o de clasificación, y la fase final por el título.

### Fase Regular
Los equipos se organizan en grupos, y en cada grupo el formato de competencia consiste en enfrentamientos todos contra todos a dos vueltas. La cantidad de clubes clasificados, de cada grupo, a la fase final, dependerá de la cantidad de grupos que se hayan formado al inicio de la temporada. Desde el año 2011 hasta la actualidad clasifican 32 clubes a la fase final para disputar los 16avos de final, pero esto no siempre fue así. Al inicio de la liga, al haber pocos clubes, la fase final empezaba desde los "cuartos de final"; para luego empezar desde los "octavos de final" mientras los clubes inscritos iban en aumento a principios del siglo XXI.

### Fase Final
En esta fase se juegan partidos de ida y vuelta. Los grupos formados se agrupan, a su vez, en dos regiones:
- Región 1: que corresponde más o menos al suroccidente del país, y que contiene a la primera mitad de los grupos formados.[6]
- Región 2: correspondiente al nororiente del país, y que reúne a la segunda mitad de los grupos formados.[7]

A la fase final clasifican los primeros lugares de cada grupo, más "los mejores" que hagan falta, hasta completar los 32 clubes clasificados. Por ejemplo: si se forman 13 grupos (como en la Temporada 2021-2022), clasifican los dos primeros de cada grupo y los seis "mejores terceros; si se forman 14 grupos (como en la Temporada 2022-2023), clasifican los dos primeros de cada grupo y los dos "mejores" terceros de cada región.
Para conocer a los "mejores" clasificados, se utiliza el Porcentaje de Desempeño 
Todos los clubes clasificados se ordenan en dos tabla generales, de acuerdo a la región a la que pertenezcan, con el criterio de desempate siguiente:
- Porcentaje de Desempeño [No. 1]
- Puntos obtenidos
- Diferencia de goles
- Goles a favor

En cada región, para los 16avos de final, se enfrentan así:
1° vs 16°
2° vs 15°
3° vs 14°
y así sucesivamente.
Para los octavos de final, los vencedores se vuelven a ordenar con el criterio anterior, en cada región, y se enfrentan el 
1° vs 8°
2° vs 7°
3° vs 6°
4° vs 5°
En cuartos de final, los vencedores se ordenan con el mismo criterio, y los enfrentamientos son:
El 1° de la Región 1 vs el 4° de la Región 2
El 2° de la Región 1 vs el 3° de la Región 2
y sucesivamente. 
En semifinales, utilizando el mismo criterio de desempate, se ordenan todos los clubes juntos, y se enfrentan
1° vs 4°
2° vs 3°
Nota: Todos los partidos de vuelta se juegan en el estadio del equipo mejor ubicado en la tabla.

## Ascensos
Son cuatro los clubes que ascienden a Segunda División. En la actualidad los clubes que alcanzan las semifinales son los que compiten por el ascenso. Si algún club llega a ambas semifinales de una misma temporada, asciende automáticamente.
Las llaves de ascenso son las siguientes:
Campeón de Apertura vs 4° lugar de Clausura
Subcampeón de Apertura vs 3° lugar de Clausura
3° lugar de Apertura vs Subcampeón de Clausura
4° lugar de Apertura vs Campeón de Clausura
Si uno o dos clubes clasifican de forma automática, los clubes restantes se ordenan de acuerdo a su posición en la tabla general del torneo y se enfrentan: el Primero del apertura vs el ultimo del clausura, el segundo del apertura contra el penultimo del clausura, y lo que sigue. Si tres clubes clasifican automáticamente, los dos clubes restantes se enfrentan entre sí por el último boleto de ascenso.
Si se abre una vacante en la Segunda División, será la liga de Tercera División la que disponga del procedimiento a seguir, pero por lo general, esa vacante se le otorga al club mejor posicionado en la tabla general de los que perdieron los partidos de ascenso.

## Equipos participantes Temporada 2024-2025

### Grupo 1
| Equipo            | Municipio             | Departamento  |
| ----------------- | --------------------- | ------------- |
| Jacalteco FC      | Jacaltenango          | Huehuetenango |
| Aguacatan FC      | Aguacatan             | Huehuetenango |
| Democracia FC     | La Democracia         | Huehuetenango |
| San Miguel FC     | San Miguel Ixtahuacán | San Marcos    |
| CD Tejutla        | Tejutla               | San Marcos    |
| Juventud Comiteca | Comitancillo          | San Marcos    |
| Deportivo Tacaná  | Tacaná                | San Marcos    |

### Grupo 2
| Equipo                           | Municipio               | Departamento   |
| -------------------------------- | ----------------------- | -------------- |
| Santa Clara F.C.                 | Santa Clara La Laguna   | Sololá         |
| Comitán F.C.                     | Comitancillo            | San Marcos     |
| La Esperanza F.C.                | La Esperanza            | Quetzaltenango |
| San Marcos F.C.                  | San Marcos              | San Marcos     |
| Deportivo San Martín Chile Verde | San Martín Sacatepéquez | Quetzaltenango |
| San Pablo F.C.                   | San Pablo La Laguna     | Sololá         |

### Grupo 3
| Equipo                 | Municipio             | Departamento   |
| ---------------------- | --------------------- | -------------- |
| Pajapita F.C.          | Pajapita              | San Marcos     |
| Batanecos T.M.         | San Sebastián         | Retalhuleu     |
| Jogo Foot              | Coatepeque            | Quetzaltenango |
| Deportivo Esquipulence | Esquipulas Palo Gordo | San Marcos     |
| San Carlos F.C.        | Nuevo San Carlos      | Retalhuleu     |
| Deportivo Zunilito     | Zunilito              | Suchitepéquez  |
| FC Ocos                | Ocós                  | San Marcos     |

### Grupo 4
| Equipo                         | Municipio         | Departamento  |
| ------------------------------ | ----------------- | ------------- |
| Sipacate Comercio F.C.         | Sipacate          | Escuintla     |
| Masagua FC                     | Masagua           | Escuintla     |
| Proyecto Escuintla             | Escuintla         | Escuintla     |
| C.S.D. Patulul                 | Patulul           | Suchitepéquez |
| Juventud Palineca F.C.         | Palín             | Escuintla     |
| A.F.F. Palín                   | Palín             | Escuintla     |
| Deportivo San Juan Bautista FC | San Juan Bautista | Suchitepéquez |
| F.C. Democratence              | La Democracia     | Escuintla     |

### Grupo 5
| Equipo                     | Municipio                | Departamento  |
| -------------------------- | ------------------------ | ------------- |
| Patzicía F.C.              | Patzicía                 | Chimaltenango |
| San Raymundo F.C.          | San Raymundo             | Guatemala     |
| Liga Deportiva de Bárcenas | Villa Nueva              | Guatemala     |
| Juventud Barceña           | Villa Nueva              | Guatemala     |
| C.S.D. Milpas Altas        | Santa Lucía Milpas Altas | Sacatepéquez  |
| Itzapa F.C.                | San Andrés Itzapa        | Chimaltenango |
| Batallón Canales           | Villa Canales            | Guatemala     |
| C.S.D. Sanjuaneros         | San Juan Sacatepéquez    | Guatemala     |

### Grupo 6
| Equipo                          | Municipio             | Departamento |
| ------------------------------- | --------------------- | ------------ |
| Barberena F.C.                  | Barberena             | Santa Rosa   |
| Deportivo Pueblo Nuevo Viñas    | Pueblo Nuevo Viñas    | Santa Rosa   |
| Independiente F.C.              | Fraijanes             | Guatemala    |
| Juventud Canadiense             | Guatemala             | Guatemala    |
| Aurora B                        | Guatemala             | Guatemala    |
| USAC B                          | Guatemala             | Guatemala    |
| Deportivo Santa Catarina Pinula | Santa Catarina Pinula | Guatemala    |
| F.C. Boca del Monte             | Boca del Monte        | Guatemala    |

### Grupo 7
| Equipo             | Municipio            | Departamento |
| ------------------ | -------------------- | ------------ |
| EMEFUT             | Guatemala            | Guatemala    |
| Academia Municipal | San José Pinula      | Guatemala    |
| Achik'             | Guatemala            | Guatemala    |
| Palencia F.C.      | Palencia (Guatemala) | Guatemala    |
| San Antonio F.C.   | San Antonio La Paz   | El Progreso  |
| ASODEL             | Guatemala            | Guatemala    |
| Camperonix         | Guatemala            | Guatemala    |
| Santa Rita F.C.    | Guastatoya           | El Progreso  |

### Grupo 8
| Equipo                   | Municipio            | Departamento |
| ------------------------ | -------------------- | ------------ |
| Pinula F.C.              | San Pedro Pinula     | Jalapa       |
| Monjas F.C.              | Monjas               | Jalapa       |
| Deportivo Aguablanquense | Agua Blanca          | Jutiapa      |
| Mictlán B                | Asunción Mita        | Jutiapa      |
| C.D. Asunción            | Jutiapa              | Jutiapa      |
| Deportivo Chaparrón      | San Manuel Chaparrón | Jalapa       |
| C.S.D. Jutiapa           | Jutiapa              | Jutiapa      |
| Mataquescuintla F.C.     | Mataquescuintla      | Jalapa       |

### Grupo 9
| Equipo                    | Municipio         | Departamento |
| ------------------------- | ----------------- | ------------ |
| Juventud Teculuteca       | Teculutan         | Zacapa       |
| Chiquimula F.C.           | Chiquimula        | Chiquimula   |
| C.D. Jícaro               | El Jícaro         | El Progreso  |
| Deportivo San Rafael      | San Jorge         | Zacapa       |
| Paladión Camotán          | Camotán           | Chiquimula   |
| COCUDE Juvenil Estanzuela | Estanzuela        | Zacapa       |
| San José La Arada F.C.    | San José La Arada | Chiquimula   |
| Juventud Esquipulteca     | Esquipulas        | Chiquimula   |

### Grupo 10
| Equipo                                       | Municipio         | Departamento |
| -------------------------------------------- | ----------------- | ------------ |
| Club Deportivo Salamá                        | Salamá            | Baja Verapaz |
| San Jerónimo F.C.                            | San Jerónimo      | Baja Verapaz |
| Club Social Deportivo Salamá Verapaz del Sur | Salamá            | Baja Verapaz |
| Cubulco F.C.                                 | Cubulco           | Baja Verapaz |
| Playitas Chisec                              | Playitas Chisec   | Alta Verapaz |
| Deportivo Chamelco                           | San Juan Chamelco | Alta Verapaz |
| FC Lanquín                                   | Lanquín           | Alta Verapaz |
| Deportivo Senahú                             | Senahú            | Alta Verapaz |

### Grupo 11
| Equipo                 | Municipio      | Departamento |
| ---------------------- | -------------- | ------------ |
| Manatí F.C.            | El Estor       | Izabal       |
| C.S.D. Chichipate      | El Estor       | Izabal       |
| SELCASA E.C.F.         | Los Amates     | Izabal       |
| Río Dulce F.C.         | Livingston     | Izabal       |
| Real Motagua           | Los Amates     | Izabal       |
| Izabal J.C.            | Puerto Barrios | Izabal       |
| Vincent Arnolds        | Puerto Barrios | Izabal       |
| Estudiantes de Morales | Morales        | Izabal       |
| Deportivo La Unión     | La Unión       | Zacapa       |

### Grupo 12
| Equipo                         | Municipio         | Departamento |
| ------------------------------ | ----------------- | ------------ |
| Club Deportivo Las Cruces F.C. | Las Cruces        | Petén        |
| Libertad F.C.                  | La Libertad       | Petén        |
| Halcones La Libertad           | La Libertad       | Petén        |
| Deportivo Don Bosco            | San Benito        | Petén        |
| Deportivo San Andrés           | San Andrés        | Petén        |
| San Luis F.C.                  | San Luis          | Petén        |
| Deportivo Flores               | Flores            | Petén        |
| Melchor F.C.                   | Melchor de Mencos | Petén        |

## Historial
| Torneos Cortos  | Torneos Cortos                                                  | Torneos Cortos                     | Torneos Cortos       | Torneos Cortos                | Torneos Cortos                                                  |
| Torneo          | Campeón                                                         | Subcampeón                         | Tercer lugar         | Cuarto lugar                  | Ascendidos a Segunda División                                   |
| --------------- | --------------------------------------------------------------- | ---------------------------------- | -------------------- | ----------------------------- | --------------------------------------------------------------- |
| . Clausura 2013 |                                                                 |                                    |                      |                               |                                                                 |
| . Apertura 2013 |                                                                 |                                    |                      |                               |                                                                 |
| . Clausura 2014 |                                                                 |                                    |                      |                               |                                                                 |
| Apertura 2014   | CSD Rio Dulce                                                   | Achik'                             | Juventud Sancarlense | Chiquimulilla                 | - René Urrutia                                                  |
| Clausura 2015   | Achik'                                                          | CSD Rio Dulce                      | Juventud Sancarlense | Tipografía Nacional-Barberena | - René Urrutia                                                  |
| Apertura 2015   | Camotán FC                                                      | Génova                             | Villa Nueva FF       | Cahabón-Cidelta               | - Cahabón-Cidelta                                               |
| Clausura 2016   | Tipografía Nacional-Barberena                                   | Camotán FC                         | Patulul FC           | Cahabón-Cidelta               | - Cahabón-Cidelta                                               |
| Apertura 2016   | FC Rio Bravo                                                    | Plataneros La Blanca               | Aurora B             | Monjas Jalapa                 | - CD San Jorge                                                  |
| Clausura 2017   | AFF Palín                                                       | CD San Jorge                       | CSD Ipala 1893       | Batallón Canales              | - CD San Jorge                                                  |
| Apertura 2017   | Juventud Gomerana FC                                            | Juventud Amatitlaneca              | CSD Chichipate       | Plataneros La Blanca          | - Villa Nueva FF                                                |
| Clausura 2018   | Plataneros La Blanca                                            | Villa Nueva FF                     | Juventud Gomerana FC | Batanecos FC                  | - Villa Nueva FF                                                |
| Apertura 2018   | CSD Agua Blanca                                                 | CD Jícaro                          | Barberena FC         | San Raymundo FC               | - Santa Cruz AV                                                 |
| Clausura 2019   | Manatí FC                                                       | Santa Cruz AV                      | CSD Agua Blanca      | Barberena FC                  | - Santa Cruz AV                                                 |
| Apertura 2019   | Izabal JC                                                       | Gualán FC                          | San Pedro FC         | Deportivo Bolivia             | - Izabal JC                                                     |
| Clausura 2020   | San Pablo F.C. 2-5/4-2 Jutiapa Golàn F.C. Halcones Las Libertad | San Pablo F.C. 2-2 (7-8) Izabal JC |                      |                               | - Izabal JC                                                     |
| Apertura 2020   | Gualán FC                                                       | Buenos Aires FC                    | Cuilapa FC           | San Carlos FC                 | - Buenos Aires FC                                               |
| Clausura 2021   | Democracia FC                                                   | Cuilapa FC                         | Pajapita FC          | Futeca                        | - Buenos Aires FC                                               |
| Apertura 2021   | Rayados GT                                                      | AFF Cenma Santiago                 | Atlético Ariga       | CSD Jutiapa                   | - Palencia FC                                                   |
| Clausura 2022   | CSD Jutiapa                                                     | AFF Cenma Santiago                 | Palencia FC          | Universidad SC                | - Palencia FC                                                   |
| Apertura 2022   | El Mazateco AF                                                  | Nueva Santa Rosa CDF               | Real Siquinalá       | Deportivo Villa Nueva         | - FC Democratence                                               |
| Clausura 2023   | Nueva Santa Rosa CDF                                            | El Mazateco AF                     | FC Democratence      | Juventud Comiteca             | - FC Democratence                                               |
| Apertura 2023   | Atlético Ariga                                                  | Juventud Teculuteca                | Universidad SC       | CSD Sanjuaneros               | - Por decidirse                                                 |
| Clausura 2024   | Juventud Teculuteca                                             | Jalpatagua                         | Juventud Mingueña    | Pueblo Nuevo Viñas            | - Por decidirse                                                 |
| Apertura 2024   | C. F. Deportivo Patulul                                         | Poptún FC                          | Agua Caliente FC     | Jocotán Furia Chortí          | - Por decidirse - Por decidirse - Por decidirse - Por decidirse |
| Clausura 2025   | Por disputarse                                                  | Por disputarse                     | Por disputarse       | Por disputarse                | - Por decidirse - Por decidirse - Por decidirse - Por decidirse |